# Mart Kalm

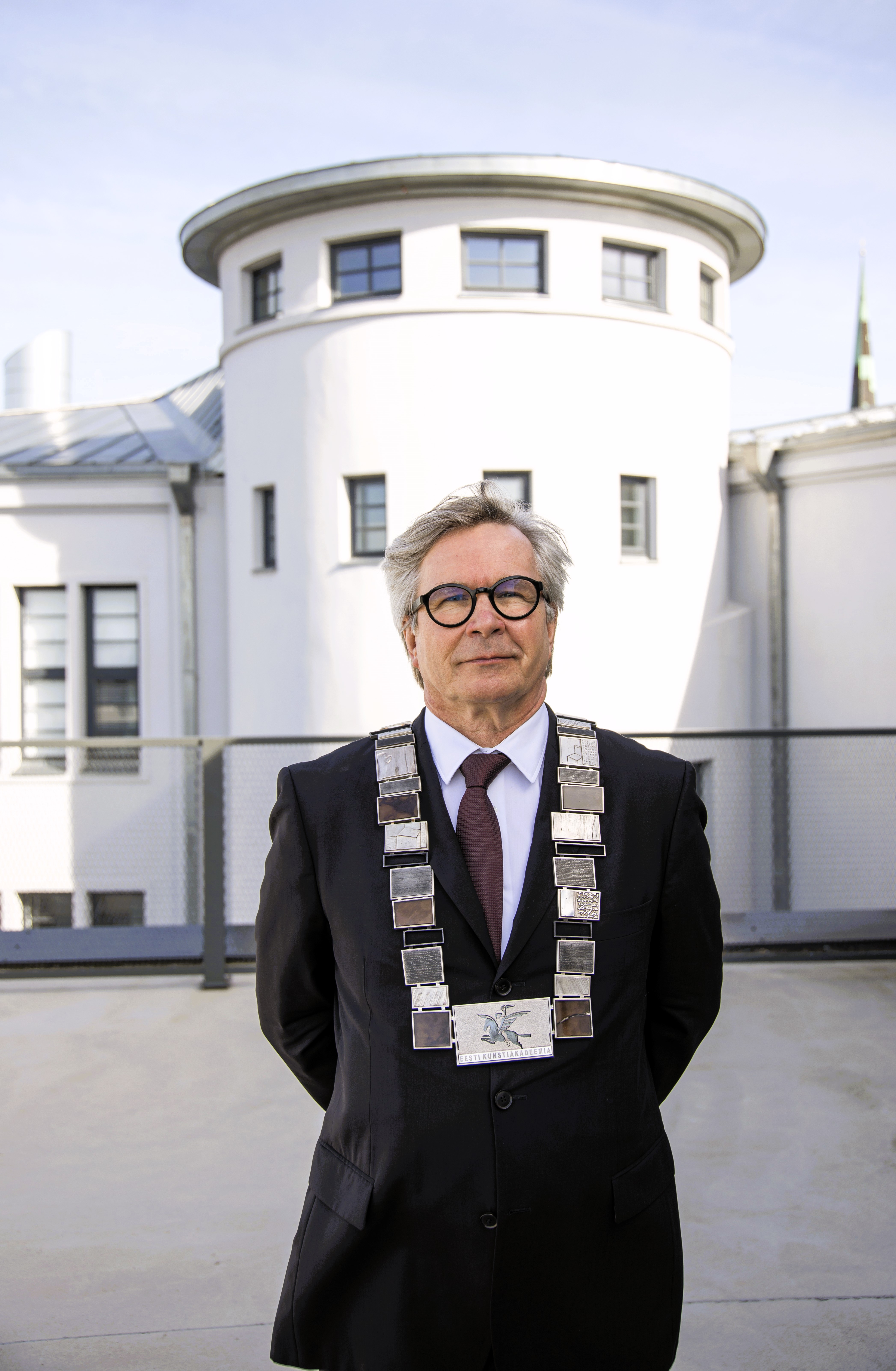
Mart Kalm 2020

Mart Kalm (* 3. September 1961 in Tallinn) ist ein estnischer Architekturhistoriker und Mitglied der Estnischen Akademie der Wissenschaften.

## Leben und Werk
Kalm machte 1979 in Tallinn Abitur und studierte anschließend an der Universität Tartu Geschichtswissenschaft und Kunstgeschichte. Dort machte er 1984 seinen Abschluss, anschließend war er an einem wissenschaftlichen Institut angestellt, wo er an seinem Promotionsvorhaben forschen konnte. 1991 wurde er mit einer Arbeit über Alar Kotli in Moskau zum Kandidaten der Wissenschaft promoviert, 1998 an der Estnischen Kunstakademie zum Dr. phil., diesmal mit einer Dissertation über die Entwicklung der estnischen Architekturkultur in der Zwischenkriegszeit. Seit 1992 ist er als Lehrkraft mit der Estnischen Kunstakademie verbunden, ab 1994 als Dozent und seit 2000 als Professor. 2015 wurde er zum Rektor der Akademie gewählt.
In seiner Forschung konzentriert Kalm sich auf die Architektur der 1920er und 1930er Jahre in Estland, aber auch die Nachkriegsarchitektur kann sich seines wissenschaftlichen Interesses erfreuen. Seine Monografie zur estnischen Architektur des 20. Jahrhunderts ist zum einschlägigen Handbuch zu diesem Thema geworden.

## Auszeichnungen
- 1995 Kristjan-Raud-Preis
- 2001 Jahrespreis des Estnischen Kulturkapitals
- 2002 Orden des weißen Sterns (IV. Klasse)
- 2012 Staatlicher Wissenschaftspreis

## Schriften (Auswahl)
- Arhitekt Alar Kotli. Kunst, Tallinn 1994, ISBN 9785899200878.
- Eesti 20. sajandi arhitektuur = Estonian 20th century architecture. Prisma Prindi Kirjastus, Sild, Tallinn 2001. 528 S., ISBN 9985-93162-9
- Eesti arhitektuuri 100 aastat. Post Factum, Tallinn 2018. 204 S., ISBN 978-9949-603-53-4.